# اینستاکارت
اینستاکارت (انگلیسی: Instacart) یک پلتفرم آمریکایی است که خدمات خرید و تحویل مواد غذایی را در ایالات متحده آمریکا و کانادا از طریق وب سایت و اپلیکیشن موبایل ارائه می‌دهد. اینستاکارت به مشتریان اجازه می‌دهد تا از فروشگاه هایی که در این پلتفرم ثبت شده اند سفارش دهند. برعکس پلتفرم‌ های ایرانی مانند اکالا، دیجی‌ کالا جت و اسنپ اکسپرس که در آن ها فروشگاه‌ها به‌ صورت مستقیم سفارش ها را دریافت و آماده سازی می‌کنند و سپس پیک‌ ها تنها مسئول تحویل کالا به مشتری هستند؛ در اینستاکارت، فرآیند به‌ طور کامل متفاوت است. در این مدل، سفارش ها توسط پیک‌ ها که به انگلیسی به آن ها لغب شاپِرس(Shoppers) داده اند؛ جمع‌ آوری می‌ شود. پیک‌ ها به فروشگاه‌ ها می‌روند؛ محصولات را جمع آوری می‌کنند و سپس آن‌ ها را به دست مشتری می‌ رسانند. فروشگاه‌ ها نقشی در آماده‌ سازی سفارش‌ ها ندارند و تنها محصولات را در دسترس پیک‌ ها قرار می‌ دهند.

## خدمات
سفارش‌ها توسط یک خریدار شخصی انجام و تحویل می‌شوند، که سفارش را در بازه زمانی تعیین‌شده مشتری انتخاب، بسته‌بندی و تحویل می‌دهد - ظرف یک ساعت یا حداکثر پنج روز قبل.[۸۶] مشتریان با کارت‌های نقدی یا اعتباری شخصی، Google Pay, Apple Pay و کارت‌های EBT پرداخت می‌کنند. هزینه تحویل ۳٫۹۹ دلار برای سفارش‌های ۳۵ دلار یا بیشتر و ۷٫۹۹ دلار کمتر از این مقدار است. صرف نظر از هزینه سفارش، هزینه خدمات ۵٪ با حداقل ۲ دلار بدهی وجود دارد. اینستاکارت یک سرویس عضویت به نام اینستاکارت اکسپرس را با هزینه ماهانه حدود ۹٫۹۹ دلار یا هزینه سالانه ۹۹ دلار ارائه می‌دهد. سرویس عضویت از هزینه تحویل برای سفارش‌های بیش از ۳۵ دلار چشم پوشی می‌کند، اما مشتریان همچنان باید هزینه خدمات را برای خریدار بپردازند. از مشتریان نیز درخواست می‌شود که انعام بگذارند. خرده‌فروشانی که در برنامه مشارکت اینستاکارت شرکت می‌کنند، قیمت اقلام فردی را در بازار اینستاکارت تعیین می‌کنند، که عمدتاً همان قیمت‌های موجود در فروشگاه است. علاوه بر این، مشتریان می‌توانند سفارش‌های از پیش ساخته شده خود را از طریق یک سرویس جداگانه از فروشگاه تحویل بگیرند. برای فروشگاه‌هایی که در برنامه مشارکت اینستاکارت شرکت نمی‌کنند، مشتریان می‌توانند به ازای هر سفارش حدود ۱۵٪ -۴۰٪ با اقلام جداگانه از نشانه‌گذاری منفی تا بیش از ۵۰٪ دریافت کنند.